# Solimão ibne Ali Alhaximi
Solimão ibne Ali Alhaximi (em árabe: سليمان بن علي الهاشمي‎; romaniz.: Sulayman ibn Ali al-Hashimi; c. 700–759) foi um árabe do século VIII e um dos dos primeiros príncipes abássidas. Esteve diretamente envolvido na Revolução Abássida que derrubou o Califado Omíada e serviu como governador de Baçorá de 750 a 755. Era tio paterno dos primeiros dois califas do Califado Abássida, ou seja, Açafá (r. 750–754) e Almançor (r. 754–775).

## Vida
Solimão era filho de Ali ibne Abedalá ibne Alabás e tio paterno dos primeiros dois califas Açafá (r. 750–754) e Almançor (r. 754–775), tornando-o um dos "tios" (umuma) que tiveram um alto grau de influência durante os primeiros anos após a Revolução Abássida. Em 750-1, foi nomeado por Açafá como governador do importante posto de Baçorá, no sul do Iraque, juntamente com suas dependências, bem como uma série de outras províncias, incluindo os distritos de Tigre, Barém, Omã e Mirajancadaque. Em 753, o califa também o escolheu para liderar a peregrinação (haje) daquele ano.
Durante sua administração de Baçorá, realizou extensos projetos de obras públicas para desenvolver a região, incluindo a construção de novos canais e melhorias no abastecimento de água local. Também ajudou Cazim ibne Cuzaima Atamimi durante a campanha deste último contra os rebeldes carijitas no Omã em 750-1, fornecendo-lhe navios para transportar seu exército, e em 754 permitiu que seu irmão Abedalá se refugiasse em Baçorá após o fracasso de sua rebelião contra Almançor. Ele e Issa ibne Ali finalmente entregaram seu irmão a Almançor com a condição de que sua vida fosse poupada, mas este acordo foi rapidamente violado e o califa secretamente matou-o. Solimão permaneceu como governador até c. 755, quando Almançor o dispensou em favor de Sufiane ibne Moáuia. Morreu em Baçorá em outubro de 759 aos 59 anos, e foi sucedido por vários filhos, incluindo Maomé e Jafar.